# Els Griells

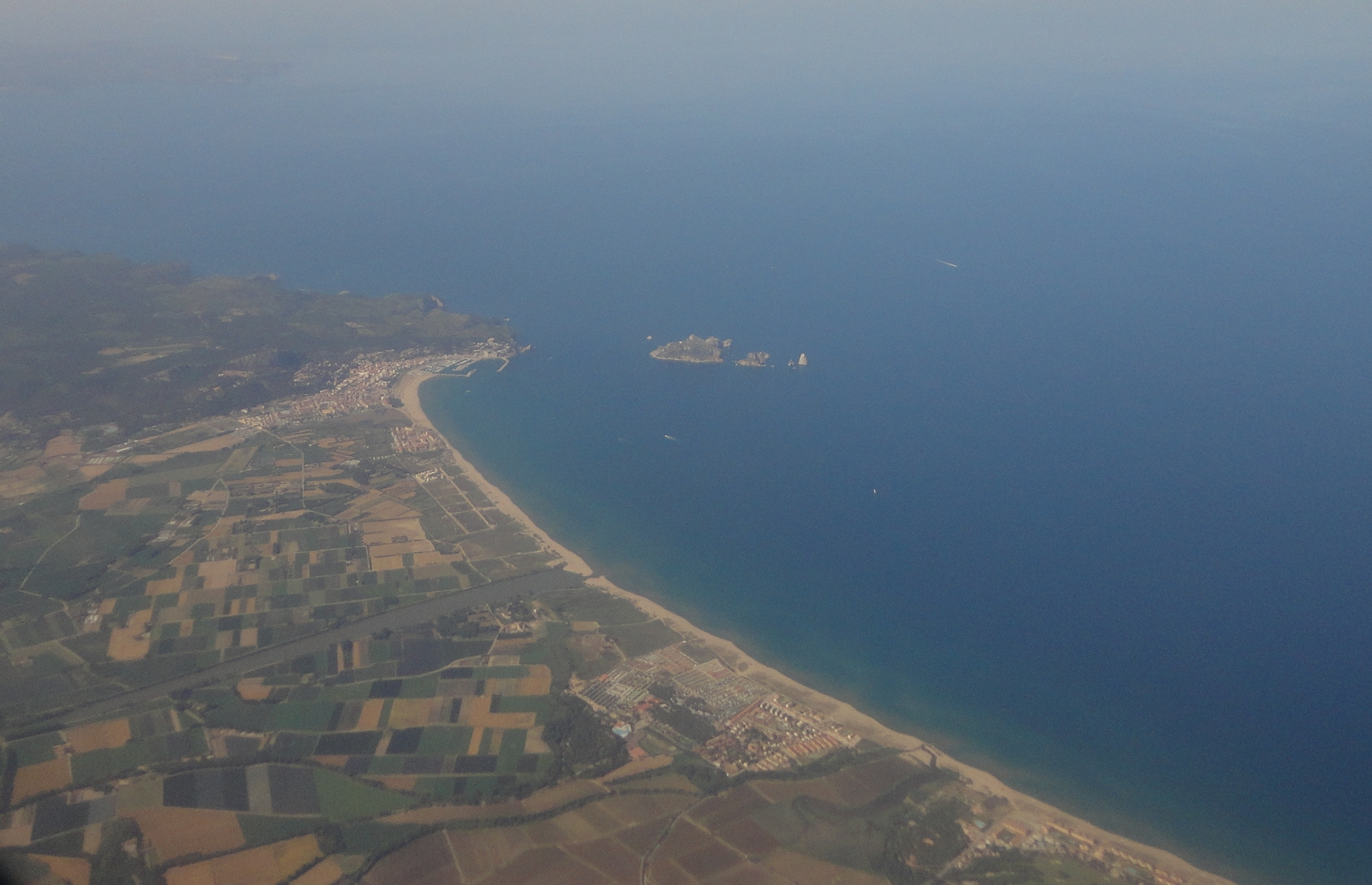
Fotografia aèria mostrant el nucli de l'Estartit i els Griells (part superior)

Els Griells és una urbanització de l'Estartit construïda a la dècada del 1960 en el paratge homònim entre el Ter Vell i l'actual desembocadura del Ter, La Gola i adossada a la platja dels Griells. La seva extensió urbanitzada és de poc més d'onze hectàrees. Segons l'Ajuntament de Torroella de Montgrí el 2007 dels 1.400 propietaris només 200 estaven empadronats al municipi. La desurbanització del litoral torroellenc succeïda entre els anys 80 i 90 impedeix el creixement litoral d'aquesta urbanització i hi ha mancances en el manteniment urbà. A més la seva ubicació en la plana d'inundació en provoca inundacions periòdiques.
Aquesta urbanització va començar a ser ocupada el 1966 en un bloc d'apartaments, majoritàriament per persones italianes, degut a la nacionalitat dels promotors. Aquest bloc era gairebé tan alt com el de l'Hotel Panorama, ubicat al nucli de l''Estartit, més al nord.
Els Griells és ubicada al nucli anomenat '''Griells i la Pletera''', corresponent a l'entitat singular de població de l'Estartit, que és una entitat municipal descentralitzada del municipi de Torroella de Montgrí.